# Мицо Стоилков
Мицо Янев Стоилков, известен като Мицо Чорбаджи, е български възрожденец, общественик и революционер, участник от Кресненско-Разложкото въстание.

## Биография
Роден е в семейството на Яне от рода на Грънчарите в село Кресна, тогава в Османската империя. Майка му умира млада и той е даден за осиновяване на Стоилко от Чорбаджийската махала, а брат му Ангел остава при баща им. Мицо Стоилков участва активно в движението за църковна и национална независимост. Грижи се за снабдяването на църквата и училището. Прокарва селската вада от Пирин.
При избухването на Кресненско-Разложкото въстание е член на създадената въстаническа полиция. Съставя и оглавява чета и провожда по тайни пътеки събралите се край Сърбиново 400 въстаници за първия им бой. В сражението при хана на братята Цвето и Мито Вескови в дома на брат му Ангел се укриват 7 спахии. Ангел Кресналията собственоръчно запалва къщата си, за да ги принуди да се предадат. След погрома на въстанието Мицо се спасява в Свободна България и се връща в Кресна след дадената амнистия. Жени се млад за Гроздена от Брезница, с която има пет дъщери и трима сина - Андрей Мицов, Прокоп Мицов и Христо Мицов, дейци на ВМОРО и общински кметове на Кресна.